# ルイス・フェリペ・スコラーリ
ルイス・フェリペ・スコラーリ（Luiz Felipe Scolari、1948年11月9日 - ）は、ブラジル・リオグランデ・ド・スル州パッソ・フンド出身の元サッカー選手、現サッカー指導者。現役時代のポジションはディフェンダー。
ブラジルでは「フェリポン (Felipão) 」の愛称で呼ばれる。スコラリ, ルイス・フェリッピ・スコラーリとも表記される。

## 経歴
選手としての実績は乏しいものの、指導者としてグレミオ、パルメイラスでコパ・リベルタドーレス制覇に導き、名将の地位を確立。日本でも1997年にわずか4ヶ月だけではあったがジュビロ磐田で指揮を執り、後の黄金時代の基礎作りに貢献した（当時の登録名はフェリペ）。
実子のカルボーネが、1996年9月にリーグ戦2試合のみの出場だったが鹿島アントラーズに在籍した。
2001年、コンフェデ杯での不振を受けて解任されたエメルソン・レオンの後を受けてブラジル代表の監督に就任。南米予選では、初の地域予選敗退が囁かれるほどの苦戦を強いられるが、無事に本大会出場を決める。ブラジルでは伝統的な442を止め、それよりも守備的とされる352を採用。マスコミやサポーターから「守備的だ」と批判されるが、日韓W杯ではロナウドやリバウド、ロナウジーニョら圧倒的な攻撃力を擁してチームを優勝に導いた。一方で規律を重視し、スターであったロマーリオを代表から外したことでも話題を呼んだ。

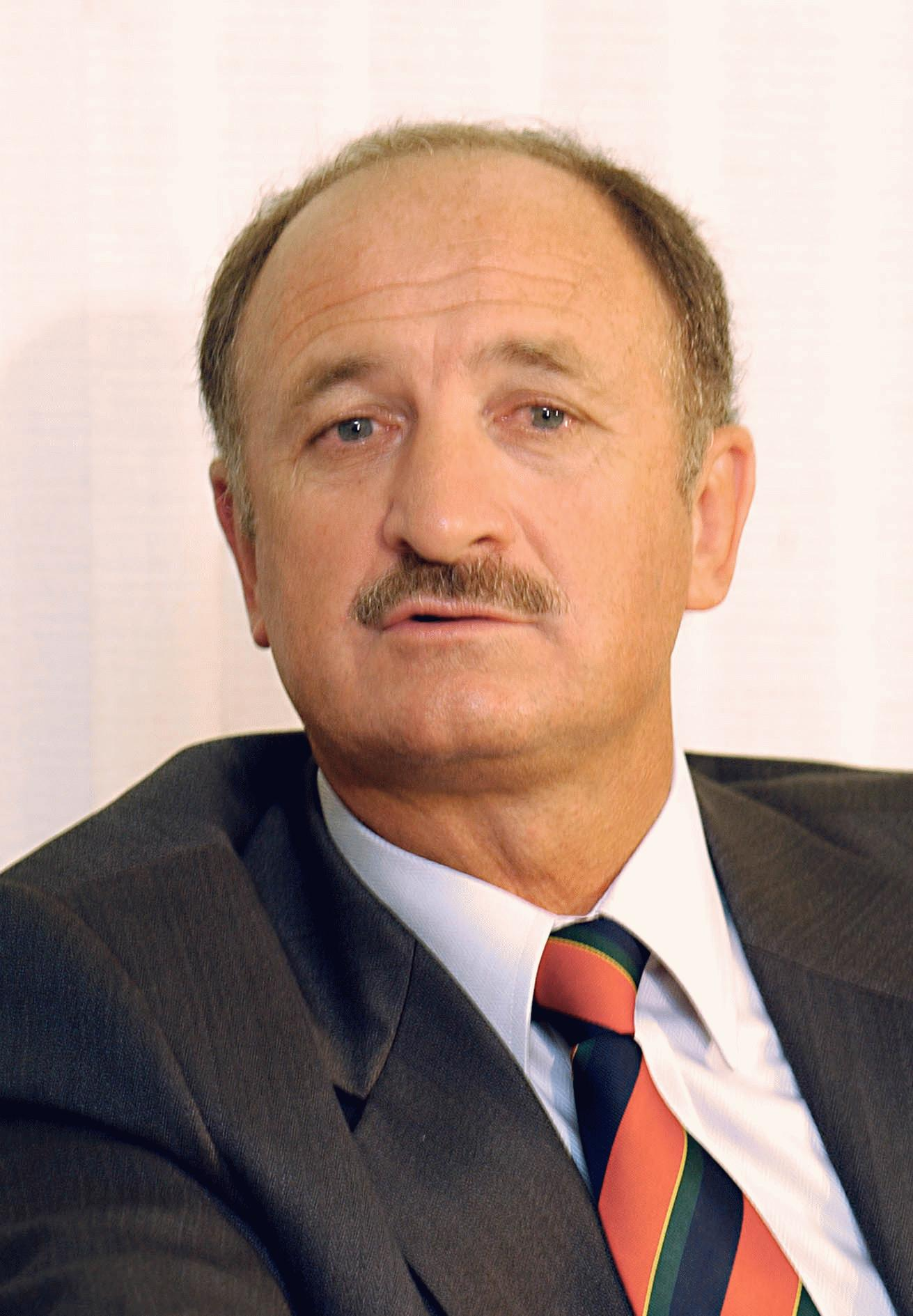
ポルトガル代表監督時のスコラーリ（2003年8月）

ブラジル代表監督を退任後、ポルトガル代表監督に就任。こちらでも、複数のベテラン選手を容赦なく外した。ヴィトール・バイーアを外した時、メディアは容赦なく批判したが、聞く耳を持たなかった。
結果、EURO2004では準優勝に導き、2年後のドイツW杯でも4位と健闘した。W杯ではブラジルを率いた2002年大会の初戦から、2006年大会の準決勝でフランスに敗れるまで監督として12戦負け無し（PK勝ちした2006年準々決勝のイングランド戦は引き分け扱いになるため、連勝記録としては11）という快記録も樹立した。
2008-09シーズン、チェルシーの監督に就任。欧州クラブで初めて指揮を執ることとなったチェルシーではモウリーニョ、グラント時代からのカウンターサッカーが主体となっていたチームにポゼッションサッカーを取り入れ、シーズン序盤は大量得点での勝利など順調に勝ち点を積み上げていたが、マンチェスター・ユナイテッド、アーセナル、リバプールとの対戦では勝利を得られず、順位も2009年2月で4位と後退。2月9日、クラブから監督職を解任された。
その後、ウズベキスタンのブニョドコルの監督を務めた後、2010年7月からブラジルのパルメイラスの監督に就任したが、成績不振により2012年9月に解任されている。
2012年11月29日、自身2度目となるブラジル代表監督就任が発表された。2度目のブラジル代表監督として2013年のコンフェデ杯で優勝したものの、地元開催で優勝が期待されていたブラジルW杯では準決勝でドイツに1-7という歴史的大敗を喫し（開催地にちなんで「ミネイロンの惨劇」 などと呼ばれる）、3位決定戦でもオランダに0-3と完敗。2試合で10失点という惨憺たる結果にスコラーリへの批判が高まり、ブラジルサッカー連盟は大会終了後の7月14日に辞任を発表した。
2014年のブラジルW杯後の7月にグレミオの監督に就任し、2014シーズンはカンピオナート・ブラジレイロ（ブラジル全国選手権）で7位。また2015シーズンは、2試合を終えて1分け1敗だった。2015年5月19日にグレミオの監督を辞任したことをクラブ公式HP上で発表した。ロミウド・ボウザン会長が会見を開き「ルイス・フェリペ・スコラーリは事実上、もはやグレミオの監督ではなくなった。コーチも含めてだ。彼は今朝、辞任を申し出てきた。彼のこのクラブでのサイクルは終わり、クラブもそれを理解した」と、スコラーリ監督が辞任したことを認めている。
2015年6月4日、広州恒大淘宝足球倶楽部の監督に就任した。

## 監督としての特徴
ブラジル南部での指導キャリアが長く、その志向するスタイルはどちらかと言えばアルゼンチンのサッカーに似ている。クラブレベルではフィジカルを重視した組織的な守備を基本としたチーム作りを得意としている。ジュビロ磐田時代に彼の下でヘッドコーチを務めた桑原隆は、「守り方についての非常に細かい指示と、オフサイドトラップを「確実性がないから」と排していたことが印象に残っている」と語った。
攻撃はヘディングの強いFWとそれをサポートする選手の組み合わせや、ロングボールやサイドアタックによる速い攻撃を好むが、攻撃は選手の個性に任せる（桑原が質問したところ「守備は教えられるものだが、攻撃は教えるものじゃないと考えているから、選手の個性を重視したい」と答えたという）監督であるため、タイプの違うタレントが揃っている場合は、躊躇なくそのタレントを基礎にした戦術で戦う。戦術の引出しが多く、使い分けが巧みな監督であると言える。選手の発掘も上手く、それまで試合に出ることはおろか、全くスタメン出場のない奥大介のプレイスタイルを高く評価したフェリペは奥をレギュラーに抜擢し、フェリペは半年足らずで退団してしまったが、その後もレギュラーに定着した奥は9得点を挙げる活躍を見せ、チーム初の年間優勝に貢献した。
一方で、チェルシーの監督時代には欠点も露呈した。初期には戦術面である程度の評価・実績は得たものの、起用法をめぐってディディエ・ドログバとの折り合いを悪くしたり、練習メニューが甘すぎるとして主将のジョン・テリーらから改善を求められる（後にテリーは自ら練習を仕切らざるを得なくなった）などトラブルが頻発。それに合わせるように成績も足踏みが続くようになり、シーズン途中で解雇されることになった。タレント集団の長期的マネジメント能力・人心掌握力に問題を残したといえる。

## 逸話
- ジュビロ磐田の監督を途中で辞任したのは、パルメイラスの監督に就任するため。「ブラジルの本流でない地域で指導してきたので、ブラジルサッカーのメインであるリオデジャネイロやサンパウロにあるクラブからのオファーは断れるものではなかった」と語っている。
- 磐田在籍時、記者から日本人はどうやって強くなるのかと問われたところ、「日本人は背が低いから背の大きい選手を育てる必要がある」と答えた。
- 2003年8月のジュビロ磐田・J昇格10周年記念イベントにもビデオメッセージを寄せた。
- ポルトガル代表監督になると同時に、以前から目をつけていたブラジル人（当時）のデコにポルトガル国籍取得を要請。デコがポルトガルに帰化すると、即座にポルトガル代表に選出した。しかし同じ代表チームのルイ・コスタやルイス・フィーゴは彼の代表入りに反発、国内メディアも賛同し猛反対したという騒動になったが取り消さなかった。そのデコは、対ブラジル戦で37年ぶりの勝利につながる決勝点をあげるなど、フェリポンの期待に応える活躍をみせている。同じくペペにもポルトガル代表入りを薦め11月のユーロ予選フィンランド戦で彼は代表デビューした。しかしこの時も「帰化人が多いフランスみたいになるのか」と帰化に関して嫌悪を示す声があったという。
- 2006 FIFAワールドカップ後のイングランド代表監督就任を要請されたが断っている。その理由を、「今こうして話している最中にも20人の記者が家を取り囲んでいるんだよ！」と、異常なマスコミの取材とやっていけそうにないからだとしている。
- 2008年2月の親善試合前に「ナイトクラブやファッションショーなど、サッカー以外のものに気を取られている者はポジションを失うこととなる」と名前を挙げずに警告し、実際警告の対象となった選手は呼ばれなかった（ファッションショーに出ていた選手はミゲル・ヴェローゾ、ナイトクラブ通いを公言していたのはミゲル・モンテイロ）。

## 所属クラブ
- CEアイモレ（ポルトガル語版）
- SERカシアス・ド・スル
- ECジュベントゥージ
- ECノヴォ・アンブルゴ
- CSA

## 指導歴
- CSA 1982
- ECジュベントゥージ 1982-1983
- GEブラジウ 1983
- アル・シャバブ・リヤド 1984-1985
- ECペロタス 1986
- ECジュベントゥージ 1986-1987
- グレミオFBPA 1987
- ゴイアスEC 1988
- アル・カーディシーヤ 1988-1990
- クウェート代表 1990
- コリチーバFC 1990
- クリシューマEC 1991
- アル・アハリ 1991
- アル・カーディシーヤ 1992
- グレミオFBPA 1993-1996
- ジュビロ磐田 1997
- SEパルメイラス 1997-2000
- クルゼイロEC 2000-2001
- ブラジル代表 2001-2002
- ポルトガル代表 2003-2008
- チェルシーFC 2008-2009.2
- FCブニョドコル 2009.6-2010.5
- SEパルメイラス 2010.7-2012.9
- ブラジル代表 2012.11-2014.7
- グレミオFBPA 2014.7-2015.5
- 広州恒大淘宝足球倶楽部 2015-2018
- SEパルメイラス 2018-2019
- クルゼイロEC 2020-2021
- グレミオFBPA 2021
- アトレチコ・パラナエンセ 2022-

## タイトル
すべて監督時代。

### クラブ
アル・カーディシーヤSC
- クウェートアミールカップ : 1988-89

クリシューマEC
- コパ・ド・ブラジル : 1991

グレミオ
- カンピオナート・ブラジレイロ・セリエA : 1996
- コパ・ド・ブラジル : 1994
- カンピオナート・ガウショ : 1987, 1995, 1996
- コパ・リベルタドーレス : 1995
- レコパ・スダメリカーナ: 1996

パルメイラス
- カンピオナート・ブラジレイロ・セリエA : 2018
- コパ・ド・ブラジル : 1998, 2012
- コパ・メルコスール : 1998
- コパ・リベルタドーレス : 1999

クルゼイロEC
- コパ・スル＝ミナス:1回（2001）

ブニョドコル
- ウズベク・リーグ : 2009

広州恒大
- 中国超級リーグ : 2015, 2016, 2017
- 中国FAカップ : 2016
- 中国サッカー・スーパーカップ: 2016, 2017
- AFCチャンピオンズリーグ : 2015

### 代表
クウェート代表
- ガルフカップ : 1990

ブラジル代表
- FIFAワールドカップ : 2002
- FIFAコンフェデレーションズカップ : 2013

### 個人
- 南米年間最優秀監督賞 : 1999, 2002
- IFFHS年間世界最優秀代表監督 : 2002
- 中国年間最優秀監督 : 2015, 2016
- ブラジル功労勲章カバレイロ : 2002
- エンリケ航海王子勲章コメンダドール : 2004